# Тулгиеш (Марамуреш)
Тулгиеш (рум. Tulghieș) насеље је у Румунији у округу Марамуреш у општини Мирешу Маре. Oпштина се налази на надморској висини од 185 m.

## Становништво
Према подацима из 2002. године у насељу је живело 714 становника, од којих су сви румунске националности.